# Десорбція
Десо́рбція (рос. десорбция; англ. desorption; нім. Desorption f) — процес видалення адсорбованої (адсорбату) або абсорбованої (абсорбату) речовини з поверхні адсорбенту або із об'єму абсорбенту. Протилежне — сорбція, адсорбція або абсорбція.

## Загальний опис
Зумовлюється зменшенням концентрації адсорбованої речовини в навколишньому адсорбент-середовищі або підвищенням температури.
При однакових швидкостях адсорбції або абсорбції і десорбції наступає рівновага між концентраціями речовини в навколишньому середовищі і на адсорбенті. При проведенні десорбції через шар адсорбенту продувають гарячу водяну пару, повітря або інертні гази, які захоплюють раніше поглинену речовину або промивають шар адсорбенту різними реагентами, які розчиняють адсорбовану речовину.

## Асоціативна десорбція
Десорбція з одночасним утворенням сполуки, фрагменти якої до того були окремо адсорбованими на поверхні. Процес
зворотній до дисоціативної адсорбції.